# Maják Tahkuna
Maják Tahkuna (estonsky: Tahkuna tuletorn) stojí na    pobřeží poloostrova Tahkuna na ostrově Hiiumaa v kraji Hiiumaa v Baltském moři v Estonsku. Je nejvyšším litinovým majákem v Estonsku.
Maják je ve správě Estonského úřadu námořní dopravy (Veeteede Amet, EVA), kde je veden pod registračním číslem 625.
Maják byl 26. října 1999 zařazen do seznamu estonských památek pod číslem 23481.

## Historie
Dostavbou železnice Petrohrad–Paldiski a zvýšenou lodní dopravou ve Finském zálivu vznikla potřeba zajistit lepší navigační podmínky. Bylo vybráno místo, kde měly být postaveny dva majáky objednané v zahraničí. Spolu s majákem Tahkuna byl vybrán maják Ristna.
Litinový maják Tahkuna byl navržen v roce 1873 britským inženýrem Alexanderem Gordonem. Jednotlivé litinové segmenty byly vyrobeny ve Francii a dovezeny na ostrov Hiiumaa, kde byly složeny a maják byl uveden do služby v roce 1875. Do lucerny bylo instalováno světlo-optické zařízení od firmy Barbier & Fenestre. Maják byl během světových válek poškozen, ale vždy byl záhy obnoven. V roce 1920 byla vyměněno světlo-optické zařízení, které bylo poškozeno v první světové válce. V roce 1961 byl vybaven automatickým diesel agregátem.

## Popis
Litinová věž ve tvaru komolého kužele vysoká 43 metry je ukončená ochozem a lucernou. Lucerna s červenou kopulí je vysoká 2,2 metry. Maják má bílou barvu. V roce 2008 byla instalována nová LED svítilna. V roce 1998 bylo instalováno nové světelné zařízení. Odinstalovaná historická lucerna byla snesena a vystavena vedle věže majáku. V areálu majáku se nacházejí obytný dům, pomocné a hospodářské budovy druhé poloviny 19. století, které jsou součástí kulturní památky.

## Data
zdroj
- výška světla 43 m n. m.
- dva záblesky bílého světla v intervalu 15 sekund

| Barva                       | bílá     | Zdroj |
| Charakteristika 3+3+3+6=15s |          | [ 3 ] |
| Azimut                      | 95°–253° | [ 3 ] |
| Výseč                       | 158°     | [ 3 ] |
| Dosvit [nm]                 | 12       | [ 3 ] |

označení
- Admiralty: C3754
- ARLHS: EST-014
- NGA: 12728
- EVA 645

## Galerie

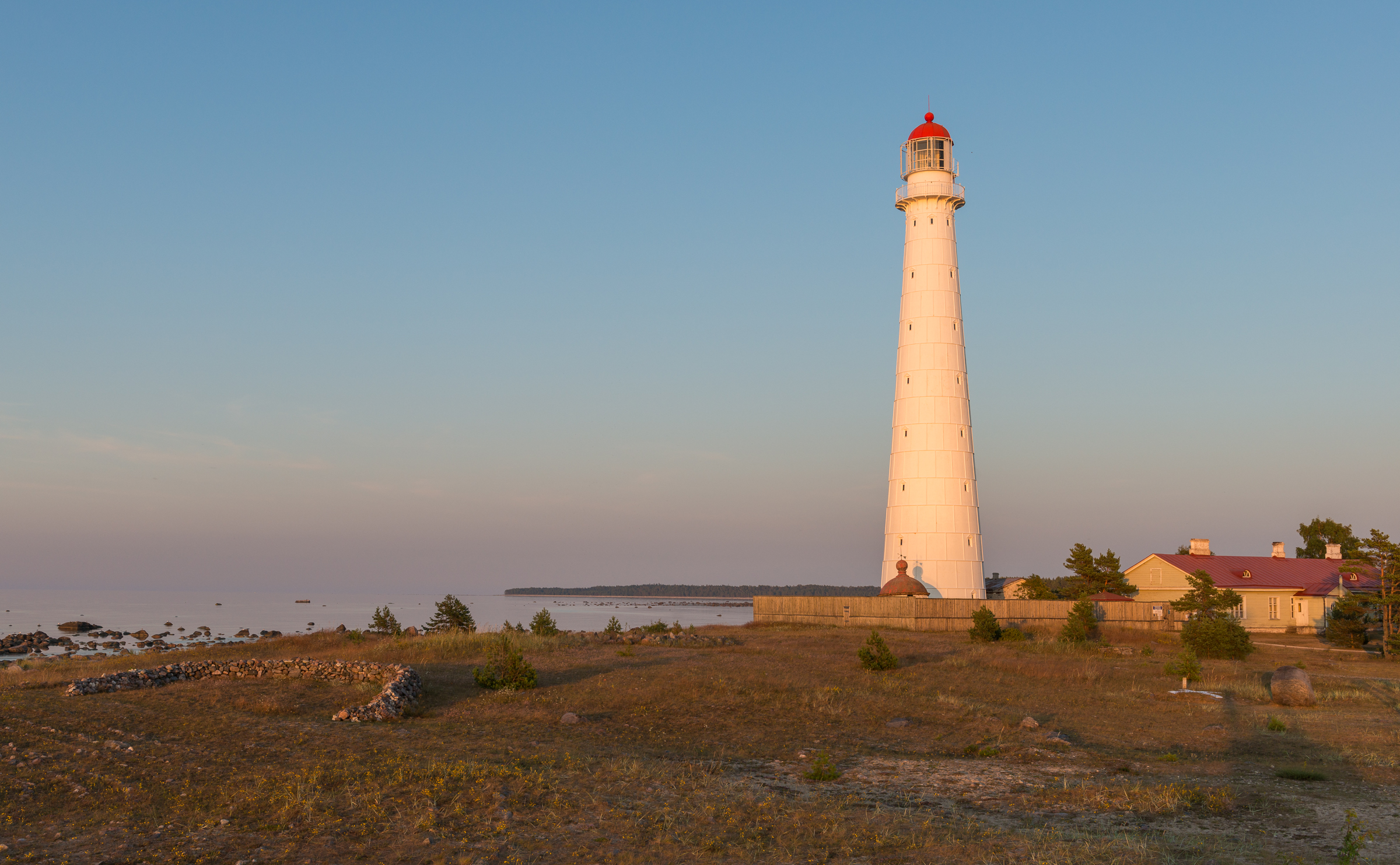
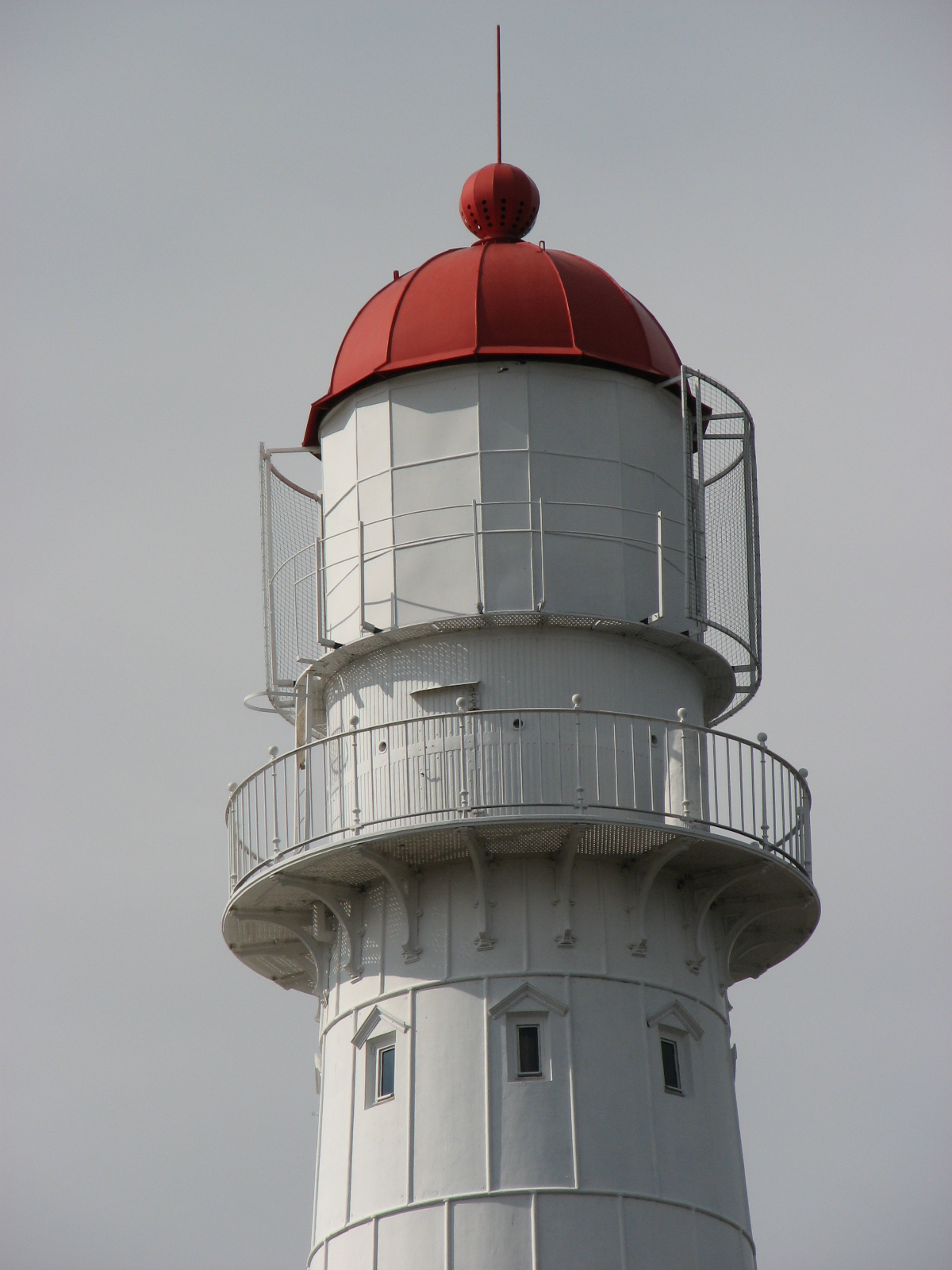
Nová lucerna
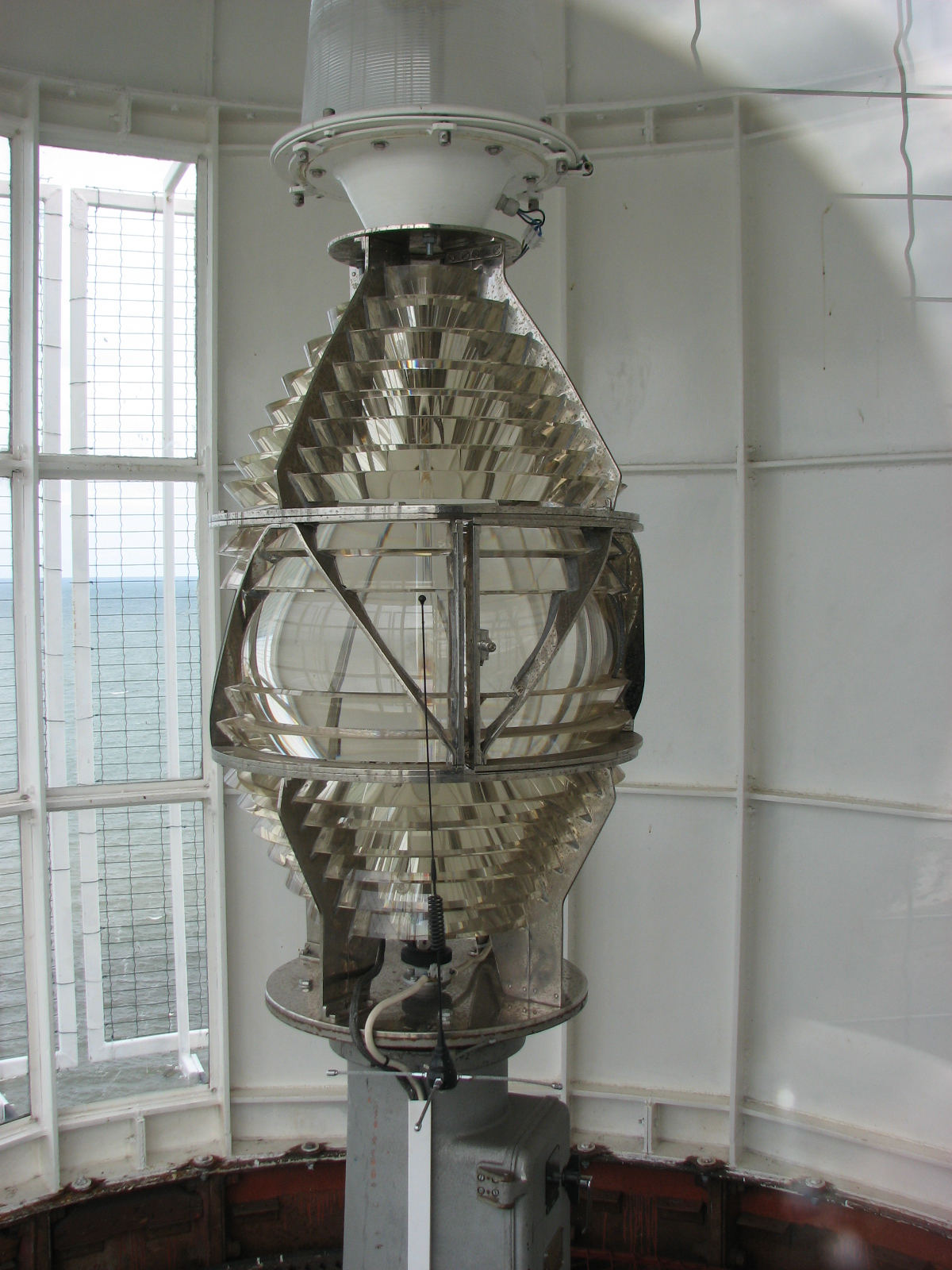
Fresnelova čočka
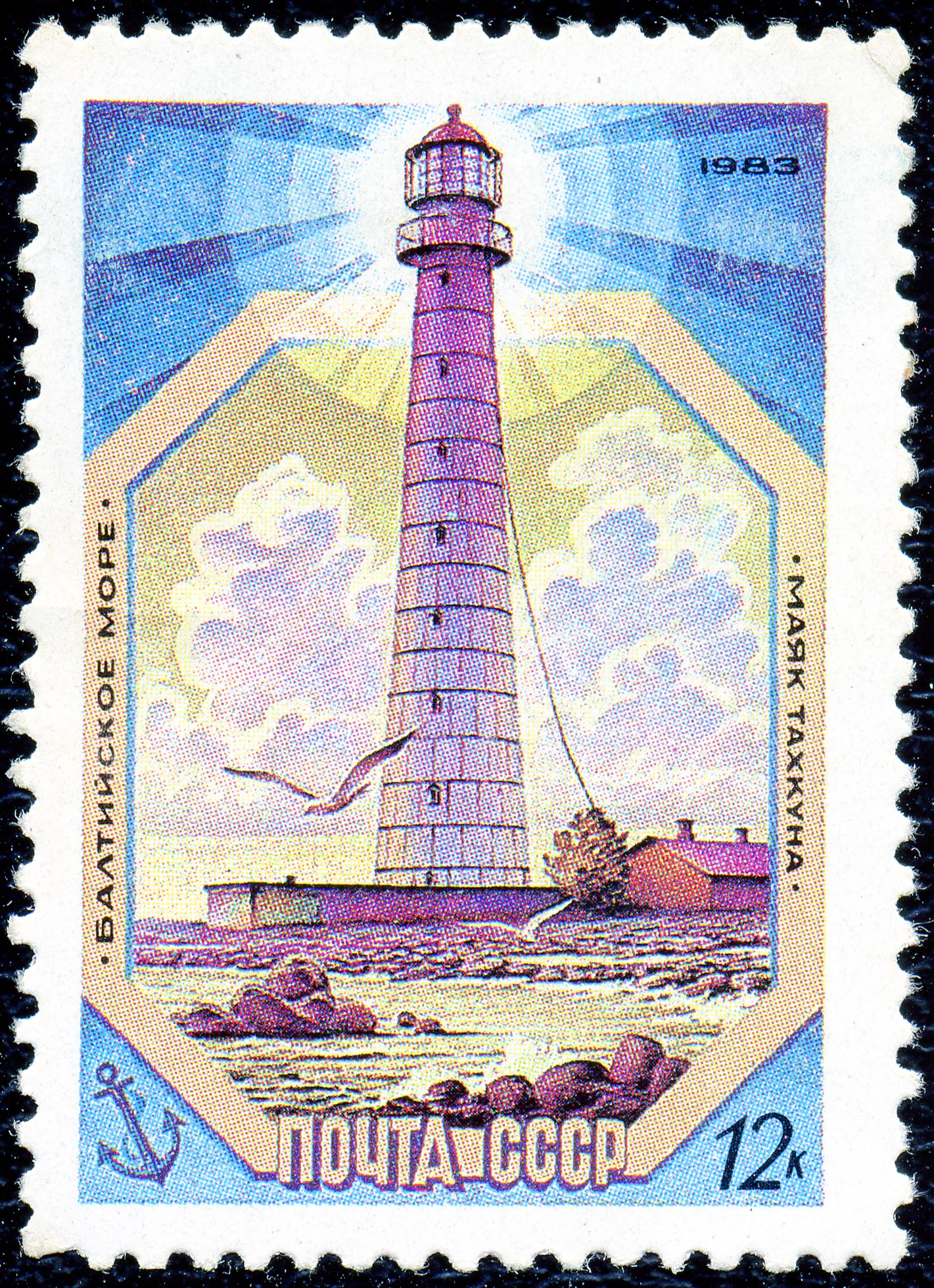
Maják na známce
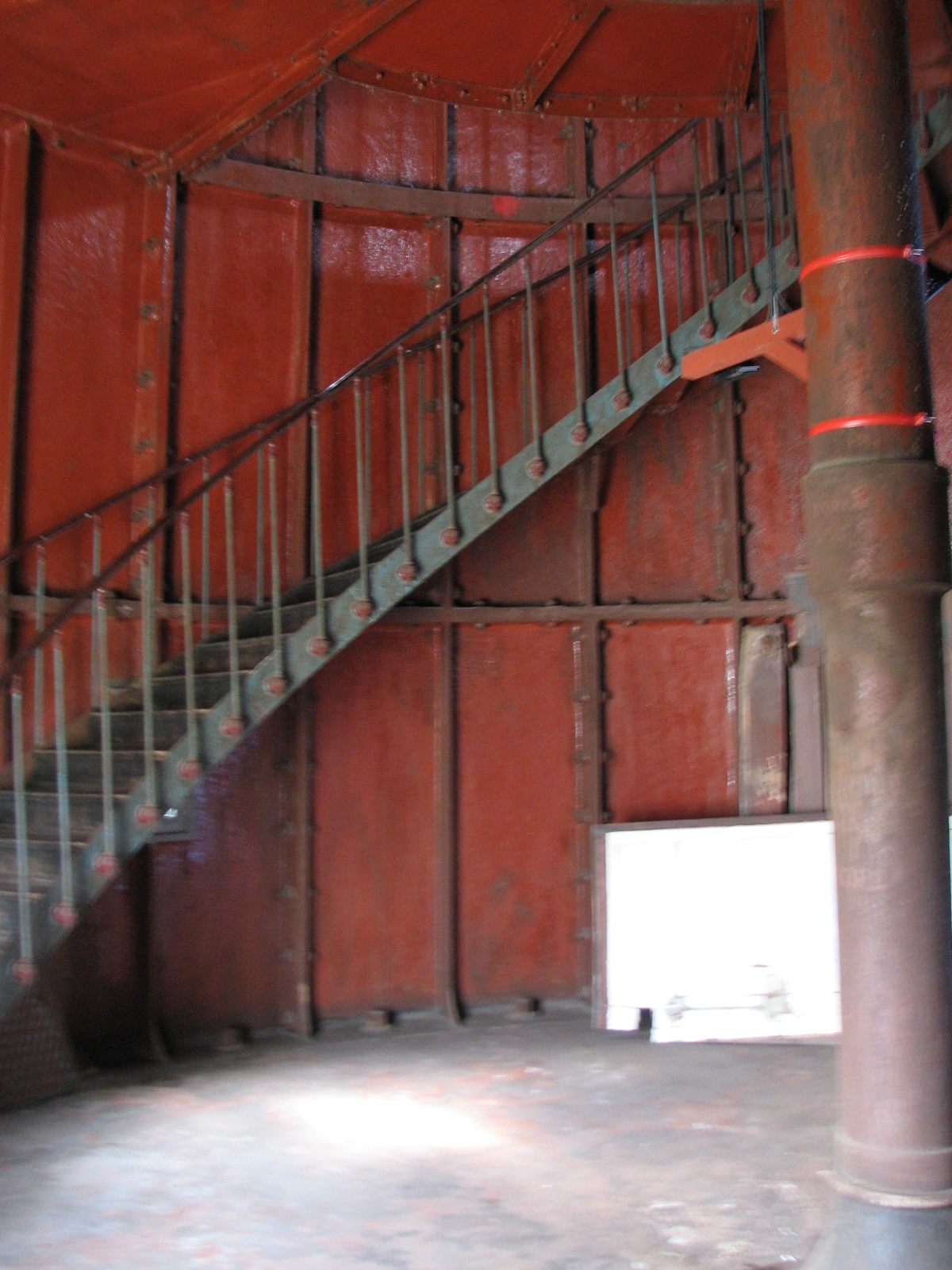
Točité schodiště
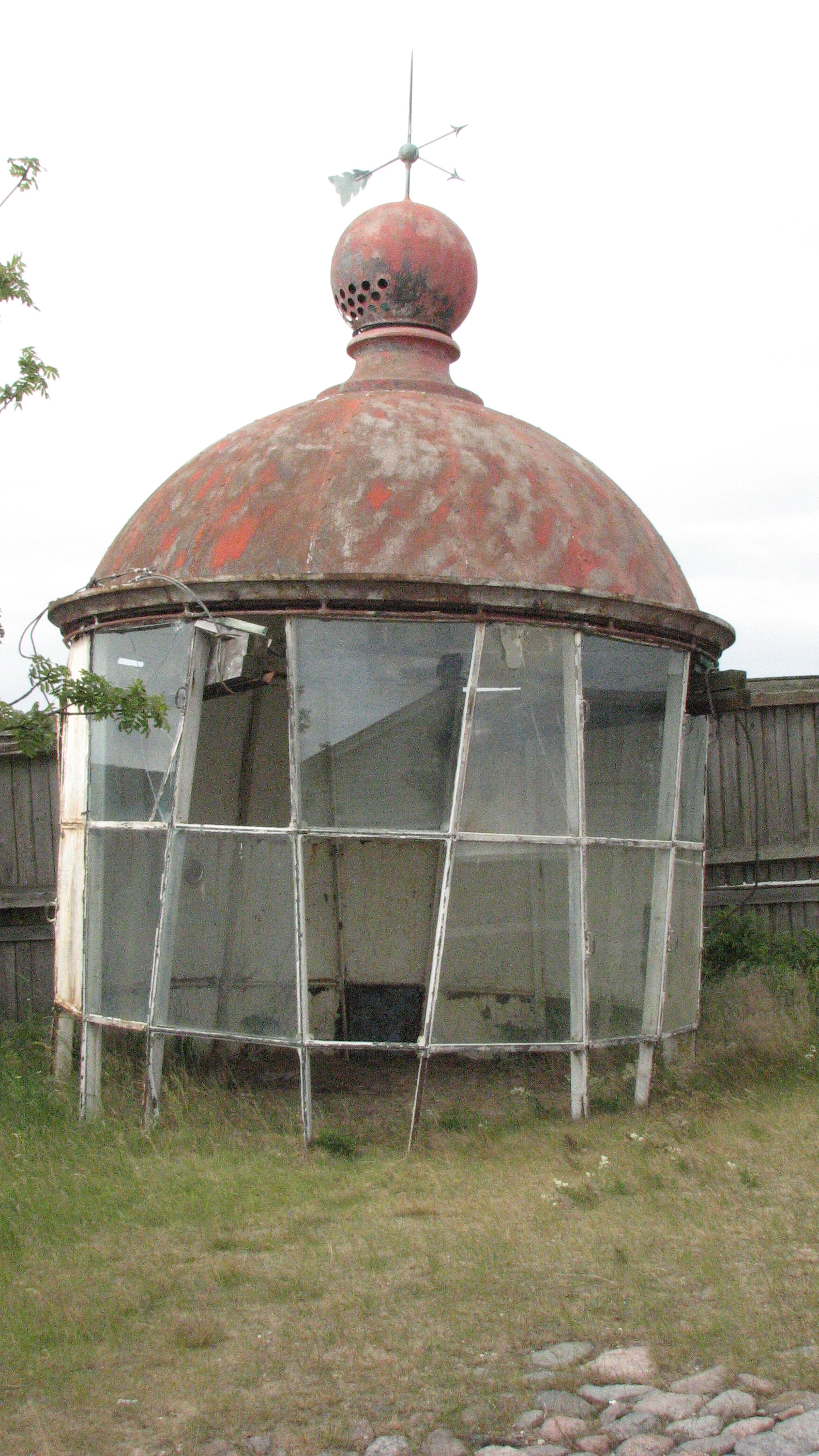
Historická lucerna